# Кононенко Федір
Федір Кононенко, також Хведір — кобзар із села Олександрівки, Лубенського повіту, Полтавщина. Від нього записував думи Пантелеймон Куліш в 1850-их.